# Petr Nedvědický
Petr Nedvědický (* 30. dubna 1955 Praha) je český politik, v letech 2016 až 2020 a opět od roku 2024 zastupitel Ústeckého kraje, od roku 2018 primátor města Ústí nad Labem a zastupitel městského obvodu Ústí nad Labem-Střekov, člen hnutí ANO.

## Život
Narodil se v Praze, dětství prožil v Jihlavě a základní školu a gymnázium absolvoval v Ústí nad Labem. Vzhledem k politické angažovanosti rodičů v roce 1968 nemohl studovat na vysoké škole. Vystudoval tedy nástavbový obor radiologický laborant a po absolvování základní vojenské služby začal pracovat na RTG oddělení polikliniky v Ústí nad Labem.
Později se stal prodavačem v obchodním domě. Tehdejší zaměstnavatel Spotřební družstvo Jednota mu poskytl doporučení ke studiu na vysoké škole a na jeho základě vystudoval Národohospodářskou fakultu Vysoké školy ekonomické v Praze (získal titul Ing.). Po absolutoriu začal s přáteli soukromě podnikat v oblasti distribuce tisku, v této oblasti se pohyboval od roku 1990. Byl také ředitel logistiky pražské akciové společnosti PNS Grosso.
Po roce 1990 se mu podařilo dále vystudovat obor andragogika na Univerzitě Jana Amose Komenského Praha (promoval v roce 2012 a získal titul Mgr.). Absolvoval též rekvalifikační studium pro získání kompetencí v oboru mediátor. V listopadu 2018 se v médiích objevila kauza, podle níž měl Nedvědický a další dva lidé v letech 2005 a 2006 zbohatnout na podezřelém obchodu s pozemky. Za 338 tis. Kč totiž koupili rozlehlé louky v Krupce na Teplicku a následně je prodali za více než stonásobek. V prodeji jim pomohlo zastupitelstvo Krupky, v jehož čele stál jeden z Nedvědického společníků. Město na této investici mělo podle médií prodělat.
Petr Nedvědický žije ve městě Ústí nad Labem, konkrétně v části Střekov. Předtím žil v obci Malečov v okrese Ústí nad Labem. Je ženatý, se současnou manželkou mají jedno dítě, další dvě děti má z druhého manželství a jedno dítě má z prvního manželství. Volný čas tráví se současnou rodinou, nejčastěji při různých sportovních a outdoorových aktivitách.

## Politická kariéra
Od roku 2015 je členem hnutí ANO 2011, za něž byl v komunálních volbách v roce 2018 zvolen zastupitelem města Ústí nad Labem (byl lídrem kandidátky). Koalici následně vytvořily vítězné hnutí ANO 2011, třetí hnutí UFO, čtvrtá ODS a osmé hnutí PRO Zdraví a Sport. Dne 19. listopadu 2018 se Nedvědický stal novým primátorem města Ústí nad Labem, ve funkci vystřídal Věru Nechybovou z hnutí UFO.
Ve volbách v roce 2018 byl za hnutí ANO 2011 zvolen zároveň zastupitelem městského obvodu Ústí nad Labem-Střekov.
V krajských volbách v roce 2016 byl za hnutí ANO 2011 zvolen zastupitelem Ústeckého kraje. Působil jako člen Komise pro rozvoj cestovního ruchu a člen Výboru pro výchovu, vzdělávání a zaměstnanost. Ve volbách v roce 2020 post krajského zastupitele obhajoval, ale neuspěl (skončil jako první náhradník). Nicméně když v srpnu 2024 rezignoval na mandát jeho bývalý stranický kolega Marek Hrabáč, stal se novým krajským zastupitelem. Mandát poté obhájil jako člen hnutí ANO v krajských volbách v roce 2024.
V komunálních volbách v roce 2022 byl opět lídrem kandidátky hnutí ANO. Kandidoval též do Zastupitelstva městského obvodu Ústí nad Labem-Střekov. V obou případech byl zvolen. Dne 24. října 2022 se navíc stal opět primátorem města Ústí nad Labem, když jeho vítězné hnutí ANO uzavřelo koalici se subjektem „Svoboda a přímá demokracie (SPD) s podporou politické strany Trikolora“ a koalici dále podpořili Věra Nechybová z hnutí UFO a Pavel Tošovský z ODS.
Ve volbách do Senátu PČR v roce 2022 kandidoval za ANO v obvodu č. 31 – Ústí nad Labem. V prvním kole vyhrál s podílem hlasů 24,39 %, a postoupil tak do druhého kola, v němž se utkal s kandidátem hnutí SEN 21 Martinem Krskem. V něm však prohrál poměrem hlasů 32,28 % : 67,71 %, a senátorem se tak nestal.